# Xenofrea albofasciata
Xenofrea albofasciata är en skalbaggsart som beskrevs av Maria Helena M. Galileo och Martins 2001. Xenofrea albofasciata ingår i släktet Xenofrea och familjen långhorningar. Inga underarter finns listade i Catalogue of Life.